# Bown Manufacturing Company
Bown Manufacturing Company Ltd fou un fabricant de bicicletes i motocicletes britànic amb seu a Birmingham. Fundada per William Bown el 1862 com a fabricant de peces mecàniques, d'ençà de 1877 l'empresa va fer servir la marca Aeolus per a comercialitzar les seves bicicletes. El 1900, Bown va començar a fabricar bicicletes motoritzades, també sota la marca Aeolus, i després de la Primera Guerra Mundial va fer servir la marca Bown per a les motocicletes que fabricà fins al 1924, quan es traslladà a Chadwell Heath, North East London.
Durant la dècada del 1930, Bown Manufacturing va ser adquirida per Aberdale, empresa londinenca que va seguir emprant la marca Bown per a molts dels seus models de bicicletes motoritzades, motocicletes i ciclomotors fins al 1958.

## Història

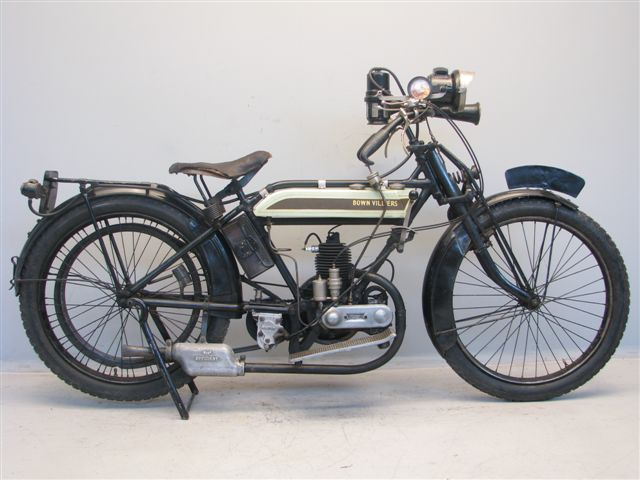
Una Bown de 1920 amb motor Villiers 269 cc de dos temps

Abans de la Primera Guerra Mundial, Bown comercialitzava els seus productes sota la marca "Aeolus" (la seva fàbrica s'anomenava justament Aeolus Works). A partir del 1922, ja directament amb el nom de Bown, l'empresa va comercialitzar motocicletes amb motors Villiers de 147 i 269 cc i motors JAP i Blackburne de 248 i 348 cc. El 1924, la companyia va tancar la fàbrica de Birmingham i es va traslladar a l'àrea de l'East London, on va passar a fabricar bicicletes.
Durant la dècada del 1930, Bown va ser adquirida per Aberdale i l'anterior propietari, William A.R. Bown, va entrar a l'equip de direcció d'aquesta empresa. El 1947, Bown va passar a produir bicicletes motoritzades sota la marca Aberdale. Aquesta producció es va interrompre el 1949 i es va reprendre el 1950, de nou sota la marca Bown. Un cop propietat d'Aberdale, la raó social de l'empresa passà a ser Bown Cycle Co. Ltd., Tonypandy, Glamorganshire, ja que Aberdale aconseguí una fàbrica a Gal·les gràcies a un pla d'ajuda del govern britànic.
D'ençà de 1950, Bown va reprendre la producció de motocicletes Aberdale i va fabricar motocicletes lleugeres i bicicletes motoritzades amb motors Villiers de 98 i 122 cc. Cap al 1955 va fabricar ciclomotors de 49 cc amb motor Sachs, els quals venia a Alemanya Triumph Werke Nürnberg. La producció va acabar finalment el 1958.